# Giuseppe Dossena
Giuseppe Dossena (Milaan, 2 mei 1958) is een Italiaanse voetbalcoach en oud-voetballer. Hij begon zijn carrière bij Torino FC. Hij was uiteindelijk zo succesvol dat hij met zijn land mee speelde op het Wereldkampioenschap voetbal 1982. Hij speelde ook nog voor Pistoiese, Cesena, Bologna, Udinese, Sampdoria en Perugia.
Hij startte zijn carrière als coach op internationaal niveau, namelijk als bondscoach van Ghana. Hierna werd hij assistent van Cesare Maldini bij Paraguay op het Wereldkampioenschap voetbal 2002. Later werd hij ook analist voor de Italiaanse televisiezender RAI
Op 30 augustus 2010 werd bekend dat Dossena een tweejarig contract had getekend bij de regerende Ethiopische kampioen Saint George FC. In 2012 verliep zijn contract.